# František Nepil
František Nepil (* 10. Februar 1929 in Hýskov; † 8. August 1995 in Prag) war ein tschechischer Schriftsteller.
Nach der Matura an der Handelsakademie 1948 war er Werbereferent und arbeitete gleichzeitig als Texter. Seit 1969 war er Redakteur des Tschechoslowakischen Rundfunks. Seit 1972 machte er sich als Schriftsteller selbständig und war lange Jahre auch als Feuilletonist, Autor und Erzähler tätig.

## Schriften
Nepils Bücher waren weit verbreitet und vor allem durch seine Bekanntheit als Rundfunkmoderator auch populär.
Deutschsprachige Werke
- Froh zu sein bedarf es wenig
- Ota Janeček für die Kinder

Erzählungen
- Kde jsi chodil, Satane?, 1966
- Srpen s Bejbinkou, 1966
- Jak se dělá chalupa, 1968
- Lišky, dobrou noc, 1971
- Střelíce z lýčí, 1982
- Malý atlas mého srdce, 1991

Rundfunksendungen
- Dobré a ještě lepší jitro, 1983

Kinderbücher
- Kola, strojky, nápady, 1963
- Já Baryk, 1977
- Polní žínka Evelýnka, 1979
- Naschválníčci, 1981
- Štuclinka a Zachumlánek, 1994

Siehe auch: Liste tschechischer Schriftsteller